# Villa Charcas
Villa Charcas è un comune (municipio in spagnolo) della Bolivia nella provincia di Nor Cinti (dipartimento di Chuquisaca) con 12.100 abitanti (dato 2010).

## Cantoni
Il comune è suddiviso in 4 cantoni (popolazione 2001).
- Huajlaya - 3.344 abitanti
- Incahuasi - 10.358 abitanti
- Santa Elena - 6.611 abitanti
- Pucara de Yatina - 3.081 abitanti